# St. Agatha-Orden

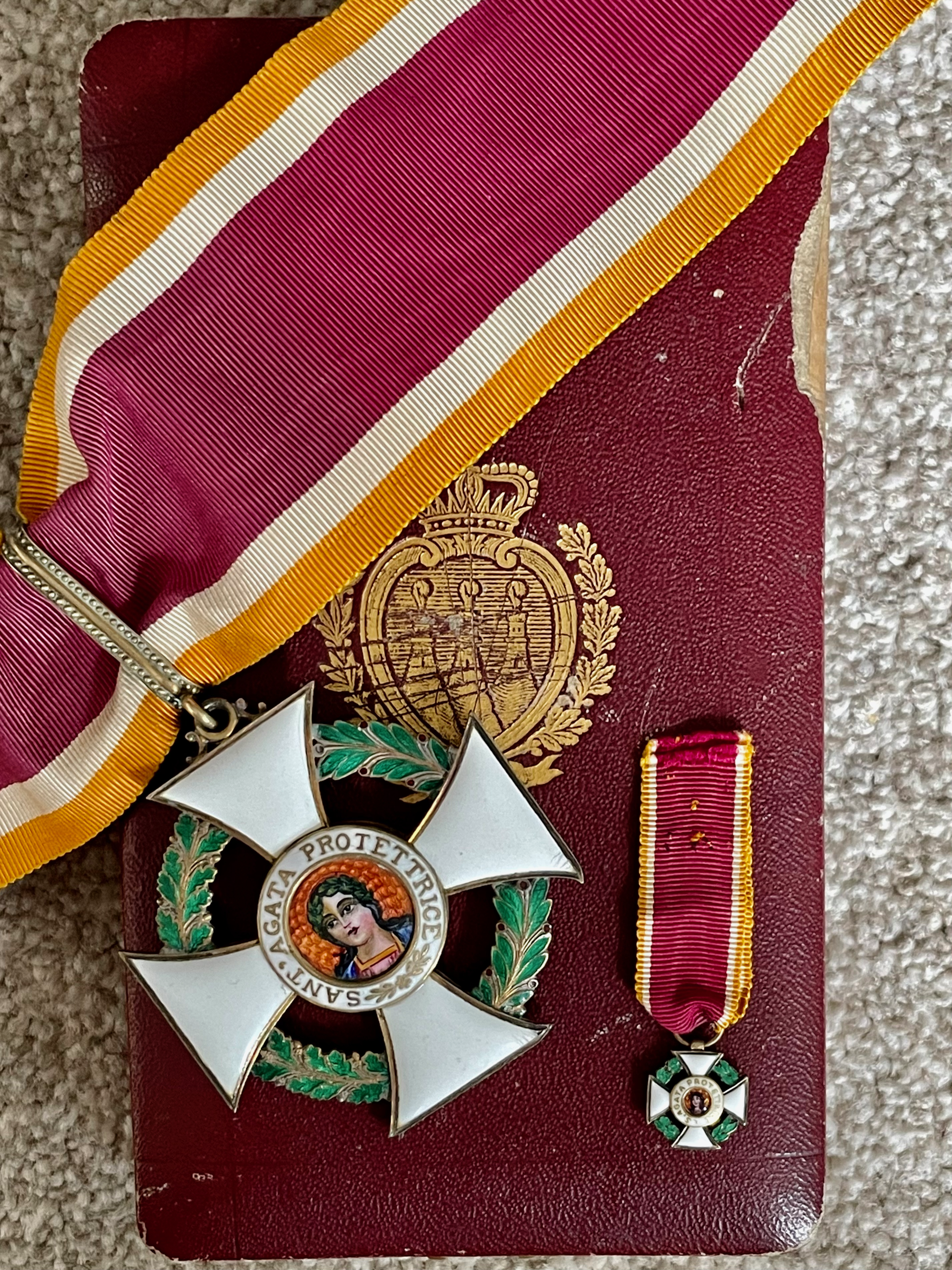
St. Agatha-Orden

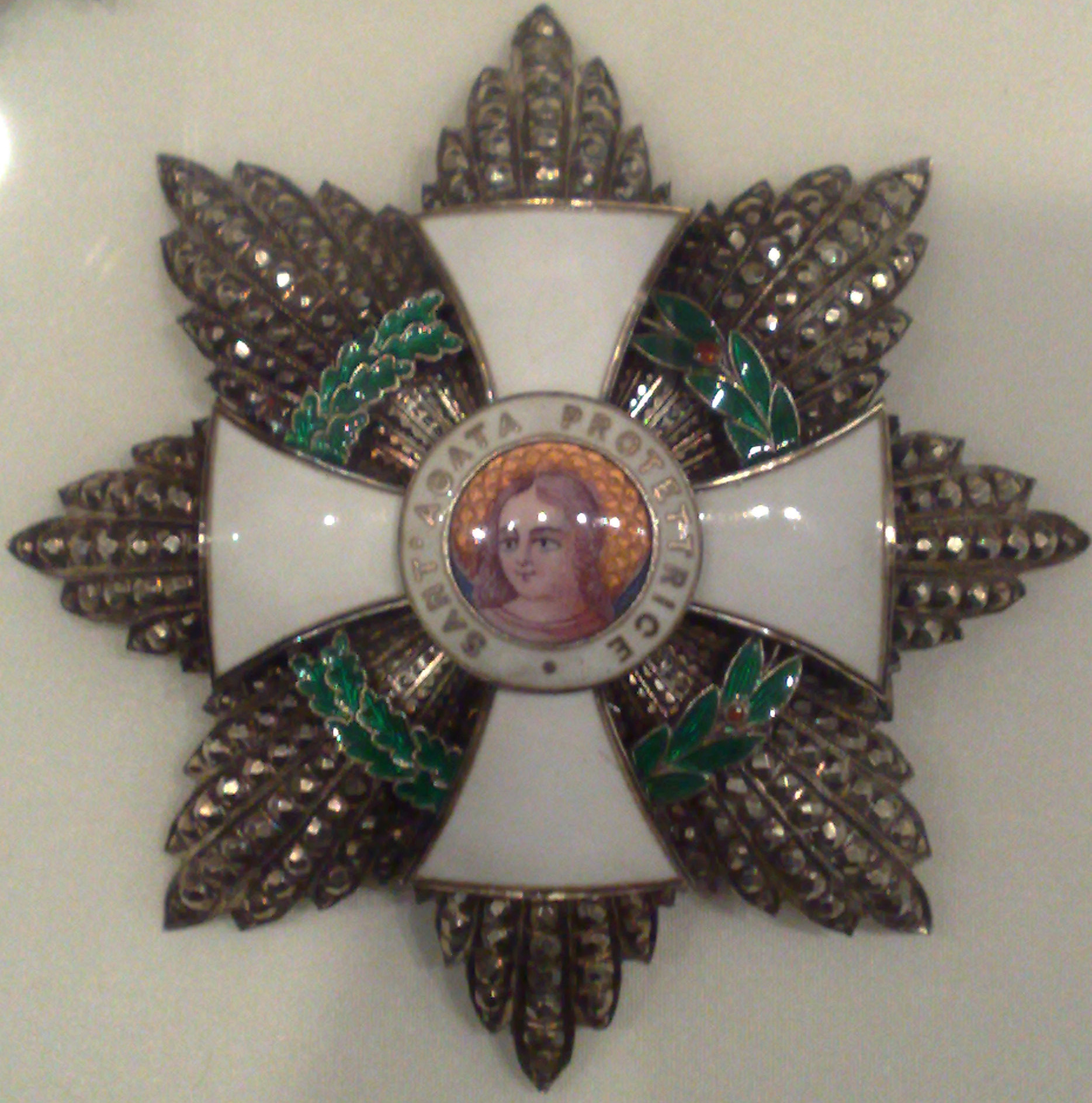
Bruststern zum Großkreuz

Der St. Agatha-Orden wurde am 5. Juni 1923 vom Großen Rat der Republik San Marino gestiftet. Er ist nach der heiligen Agatha benannt, an deren Festtag, dem 5. Februar, Papst Clemens XII. 1740 die Souveränität der Republik wieder errichtete.
Der Orden ist Ausländern vorbehalten und kann Personen verliehen werden, die sich durch Initiative, Arbeit und Wohltätigkeit gegenüber den frommen Stiftungen des Landes für die Republik Verdienste erworben haben. Der amtierende Regentenrat nimmt sich gemeinsam des Großmeisteramtes des Ordens an. Der Orden wird auf Vorschlag einer Kommission verliehen, der unter anderem die zwei amtierenden Regenten und der Präsident der frommen Stiftungen angehören.

## Ordensklassen
Der Orden besteht aus fünf Klassen:
- Großkreuz
- Großoffizier
- Kommandeur
- Offizier
- Ritter

## Ordensdekoration
Das Ordenszeichen ist ein weißemailliertes Mantuakreuz in Gold mit einem Eichen- und Lorbeerkranz zwischen den Kreuzarmen. Im Medaillon zeigt es ein Porträt der heiligen Agatha mit der Umschrift SANT AGATA PROTETTRICE (Sankt Agatha Beschützerin) auf weißem Grund. Rückseitig das Wappen der Republik mit der Umschrift BENE MERENTI (Dem Wohlverdienten).
Der Ordensstern, der je nach Klasse in Größe variiert, ist ein achtstrahliger brillierter Stern, abwechselnd mit Gold- und Silberstrahlenbündeln. Der Stern trägt in der Mitte ein Ordenszeichen.

## Trageweise
Das Großkreuz wird an einer Schärpe von der rechten Schulter zur linken Hüfte sowie mit einem achtstrahligen Bruststern, auf dem das Ordenszeichen aufliegt, getragen. Großoffizier und Kommandeur tragen die Auszeichnung als Halsorden, Großoffiziere zusätzlich mit einem etwas verkleinerten Bruststern. Offizier und Ritter dekorieren den Orden am Band auf der linken Brustseite.
Das Ordensband ist rotbraun mit gelbweißen Bordstreifen.